# دیگو باریوس (بازیکن فوتبال اسپانیایی)
دیگو باریوس (انگلیسی: Diego Barrios؛ زادهٔ ۳۰ ژوئیهٔ ۱۹۹۴) بازیکن فوتبال اهل اسپانیا است.